# 日本とベネズエラの関係
日委関係（にちいかんけい、スペイン語: Relaciones Japón-Venezuela、英語: Japan–Venezuela relations）は、日本とベネズエラの間の国際関係である。両国の公的な外交関係が樹立されたのは1938年だった。しかし第二次世界大戦でベネズエラは連合国側に付き、日本が真珠湾を攻撃した直後の1941年12月には日本を含む枢軸国との関係を破棄した。1951年のサンフランシスコ講和条約に両国とも調印したことにより、翌1952年には国交を回復した。
1998年、ベネズエラ大統領のウゴ・チャベスが3日間の日本外遊を行った。彼は2009年にも2日間の日本外遊を行い、内閣総理大臣の麻生太郎と会談した。
現在の日本にとってベネズエラは原料供給国として重要な位置づけで、原油、鉄鉱石、アルミニウムやカカオなどの輸入を行っている。ベネズエラにとっては自動車を主力とした機械類の輸入を行っており、重要な貿易相手国となっている。
2019年、ニコラス・マドゥロが大統領の2期目の就任をしたところ、大統領選挙で不正が行われたとして、フアン・グアイドが暫定大統領への就任を宣言した。当初、日本は、どちらを支持するか明らかにしていなかったが、グアイドへの支持を表明した。

## 外交使節

### 駐日ベネズエラ大使・公使

#### 駐日ベネズエラ公使
- カルロス・ロドリゲス・ヒメネス（スペイン語版）（1953～1957年）

#### 駐日ベネズエラ大使
1. カルロス・ロドリゲス・ヒメネス（スペイン語版）（公使より昇格、1957～1964年）
2. ヘスス・マヌエル・ペレス・モラレス（1966～1973年）
3. フレッディ・アローチャ・カストレサーナ（1973～1974年）
4. ティト・アポンテ・ロペス（1976～1978年）
5. ヘスス・マリア・ポンセ（1979～1985年）
6. エルネスト・サンタンデール（1985～1986年）
7. フェルナンド・バエス・ドゥアルテ[2][3]（1987～1991年）
8. ヘスス・アルベルト・フェルナンデス・ヒメネス（1991～1993年、信任状捧呈は11月20日[4]）
9. カルロス・R・オマーニャ（1994～1997年、信任状捧呈は10月11日[5]）
  - （臨時代理大使）サラ・マリッツア・アレユナ・コボス（1997～1998年）
10. カルロス・エンリケ・ノネス・スクレ（1998～1999年、信任状捧呈は6月30日[6]）
11. カルロス・ビベロ・ガルシア（2000～2004年、信任状捧呈は12月14日[7]）
  - （臨時代理大使）マリア・エレーナ・エルナンデス・バルブサーノ（2004～2005年）
12. セイコウ・ルイス・イシカワ・コバヤシ（石川成幸、2005年～、信任状捧呈は10月31日[8]）